# Кубрада-Валенсія
Кубрада-Валенсія  — дуже популярний водоспад в Колумбії, розташований в 5 км на північний схід від Костен-Біч.